# حملة حربية
الحملات الحربية هي عملية نشر الدولة لقواتها العسكرية للقتال في الخارج، وخاصة بعيدا عن القواعد العسكرية. كانت قوات المشاة في الحملات الحربية القديمة تشبه المفهوم الحديث لقوات الانتشار السريع. غالباً ما تكون القوات الاستكشافية مكتفية ذاتيا بشكل أساسي مع إمدادات عسكرية عضوية ومجموعة كاملة من الأسلحة الداعمة.

## في العصور القديمة

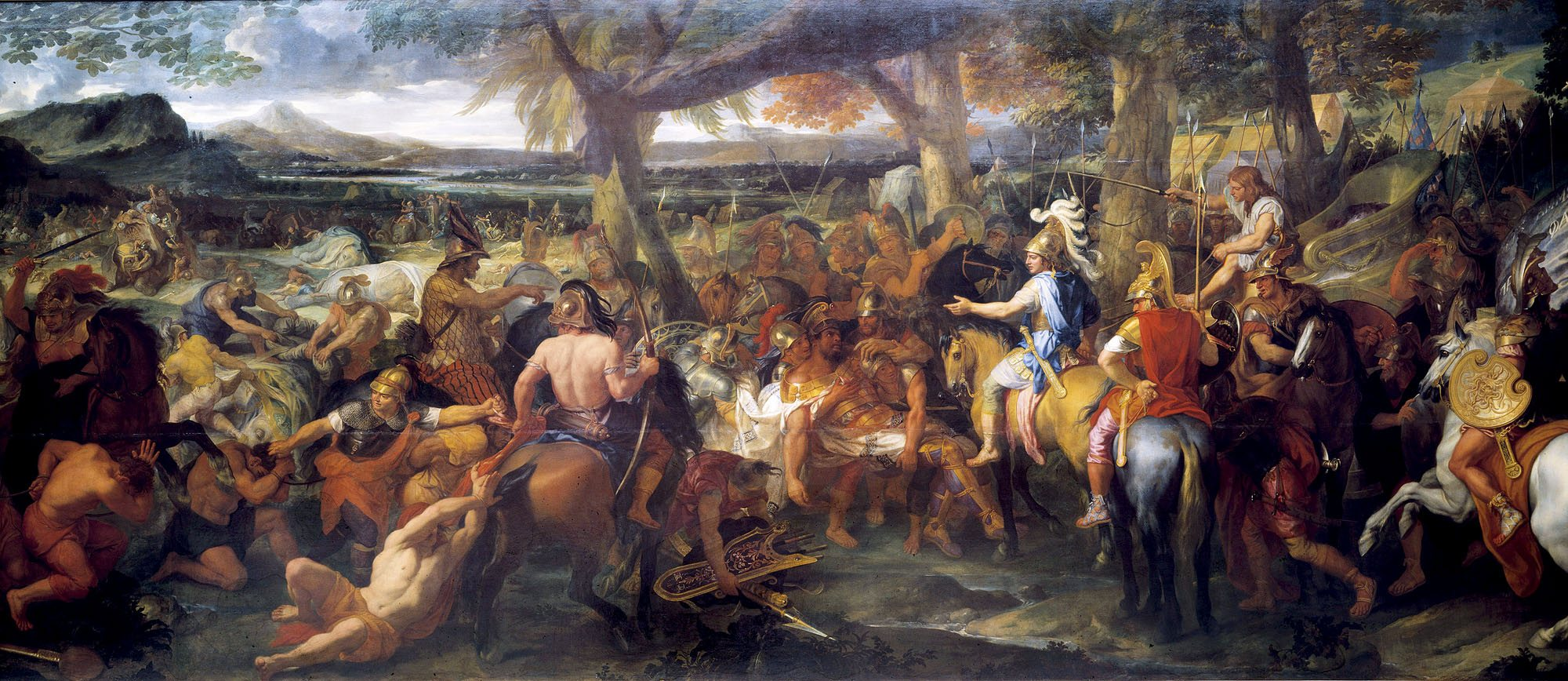
الإسكندر الأكبر يقاتل في الهند

لعل أحد أهم الأمثلة الأولى للحملات الحربية هم شعوب البحر، وهو مصطلح يُستخدم للإشارة إلى اتحاد المغيرين البحريين في الألفية الثانية قبل الميلاد والذين أبحروا إلى الشواطئ الشرقية للبحر الأبيض المتوسط، وتسببوا في اضطرابات سياسية أدت إلى انهيار العصر البرونزي، وحاولوا الدخول أو السيطرة على الأراضي المصرية خلال أواخر الأسرة التاسعة عشرة وخاصة خلال السنة الثامنة لرمسيس الثالث من الأسرة العشرين.

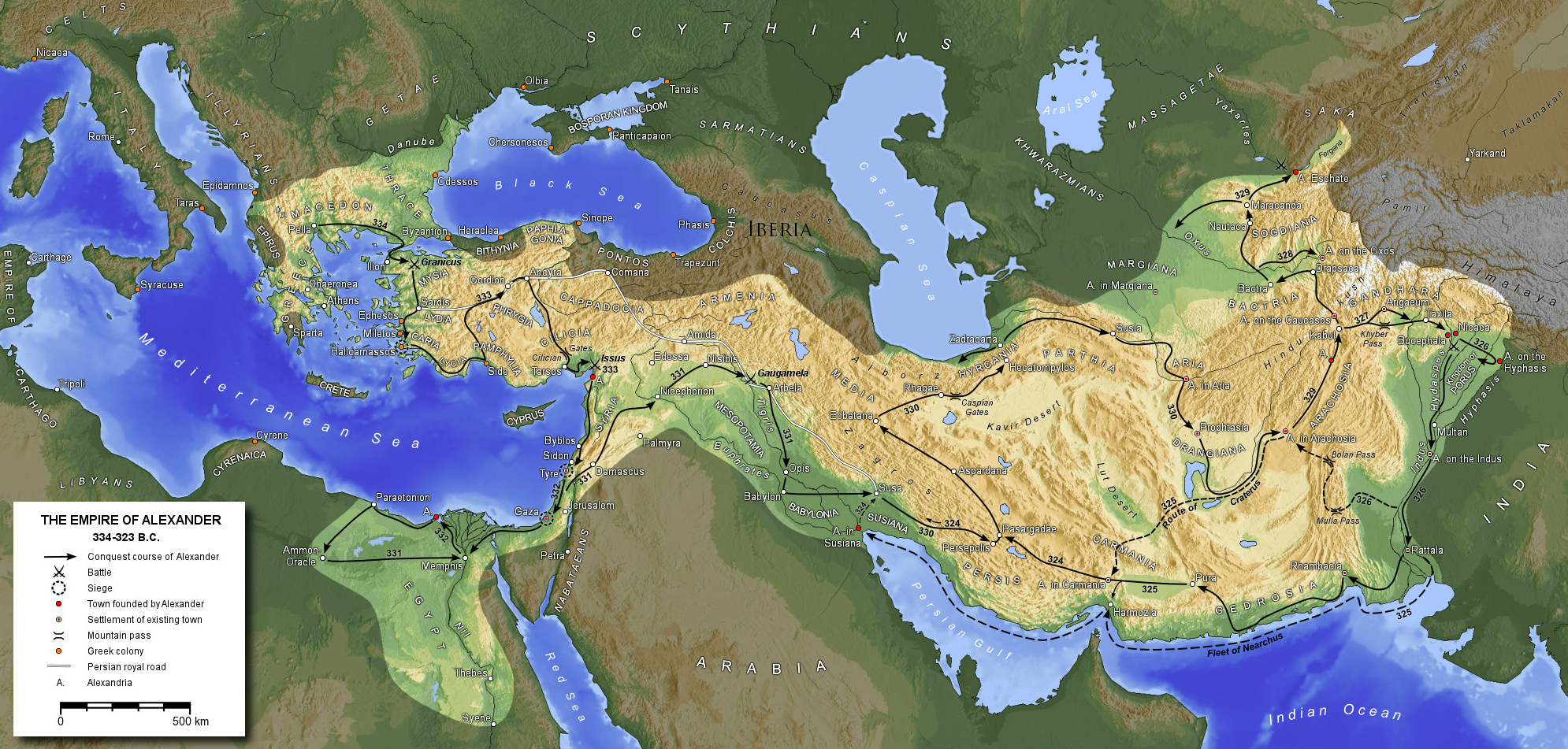
إمبراطورية الإسكندر الأكبر

تم تطوير تكتيكات الإغارة إلى عمليات حربية أكثر تعقيدًا من قبل الإسكندر الأكبر الذي استخدم السفن البحرية لنقل القوات والخدمات اللوجستية في حملاته ضد الإمبراطورية الفارسية .
بعد الإسكندر الأكبر تم نطوير مفهوم الحملات الحربية في العالم القديم لحوض البحر الأبيض المتوسط بواسطة القرطاجيين الذين قدموا بعدين جديدين تمامًا لاستخدام القوات البحرية من خلال شن عمليات تجمع بين القوات البحرية والبرية، بالإضافة إلى الدمج الاستراتيجي للقوات المتعددة الجنسيات خلال المرحلة البرية من العملية عندما سار حنبعل في أشهر إنجازاته عند اندلاع الحرب البونيقية الثانية بجيش يضم فيلة الحرب من شبه الجزيرة الإيبيرية فوق جبال البيرينيه وجبال الألب إلى شمال إيطاليا.